# Arvid Hagström
Karl Arvid Hagström, född 29 november 1874 i Skinnskattebergs socken, död 2 juni 1949 i Uppsala, var en svensk skolledare, redaktör och kommunalpolitiker.
Arvid Hagström var son till snickaren Johan Gustaf Hagström. Under ungdomsåren utbildade han sig under sin fars ledning till möbelsnickare, genomgick 1891–1895 folkskollärarseminariet i Uppsala och var sedan under ett par år övningsskollärare vid samma seminarium och 1917–1937 rektor för Uppsala stads yrkesskolor. Där gjorde Hagström en betydande insats för en förbättrad modern yrkesutbildning. 
Han var ledamot av styrelsen för Sveriges yrkesskolförening 1927–1933. Hagström var livligt kommunalt verksam i Uppsala, bland annat ledamot av stadsfullmäktige 1913–1938 och av drätselkammaren 1930–1935. 1924–1935 var han ordförande i styrelsen för de högre folkskolorna och 1931–1933 ledamot av folkskolestyrelsen. Som lärarkårens representant tillhörde han folkskoledirektionen 1911–1921, och under många år fungerade han som ordförande i Uppsalakretsen av Sveriges allmänna folkskollärarförening. Från 1905 var han redaktör för barntidningen Sveriges vår. 1912 utsågs han till föreståndare för J.A. Lindblads förlags skolboksavdelning, och från 1926 var Hagström ordförande i styrelsen för förlaget. Frisinnad till sin politiska åskådning och länge aktiv nykterhetsman, särskilt inom Sveriges studerande ungdoms helnykterhetsförbund. Han tog verksam del i Folkpartiets tillkomst 1934 och tillhörde Uppsalaavdelningen styrelse. Hagström utgav Lärobok i handelsräkning. 
Hagström blev far till Sten Hagström. Arvid Hagström är begravd på Uppsala gamla kyrkogård.